# Dennis Skotak
Dennis „Dennie“ Skotak (* 15. Februar 1943 in Detroit) ist ein US-amerikanischer Filmtechniker, der sich auf visuelle Effekte spezialisiert hat.

## Leben
Skotak begann seine Karriere Anfang der 1980er Jahre und hatte sein Debüt beim Film 1977 als Tontechniker und Fotograf beim B-Movie-Horrorfilm Fluch der Dämonen. Ab Beginn der 1980er Jahre spezialisierte er sich auf visuelle Effekte. Schon früh entwickelte sich eine Zusammenarbeit mit James Cameron, mit dem er erstmals bei Sador – Herrscher im Weltraum zusammenarbeitete, und der bei dem Science-Fiction-Film als Artdirector tätig war.
1990 gewann er den Oscar in der Kategorie Beste visuelle Effekte für Abyss – Abgrund des Todes. Für Batmans Rückkehr war er 1993 für einen weiteren Oscar nominiert.
Skotak war seit dem 17. Oktober 1981 bis zu ihrem Tod am 2. Dezember 2019 mit Dorothy Fontana verheiratet, einer Drehbuchautorin. Sein Bruder Robert „Bob“ Skotak ist ebenfalls in der Filmbranche als VFX Supervisor tätig und wurde mit zwei Oscars ausgezeichnet.

## Filmografie (Auswahl)
- 1980: Sador – Herrscher im Weltraum (Battle Beyond the Stars)
- 1980: Aftermath (The Aftermath), mit Tom Denove; mit Robert Skotak und Jim Danforth auch Spezialeffekte
- 1981: Die Klapperschlange (Escape from New York)
- 1981: Planet des Schreckens (Galaxy of Terror)
- 1982: Slapstick (Slapstick (Of Another Kind))
- 1986: Aliens – Die Rückkehr (Aliens)
- 1988 Syngenor, mit Robert Skotak
- 1989: Abyss – Abgrund des Todes (The Abyss)
- 1990: Tremors – Im Land der Raketenwürmer (Tremors), mit Bob Skotak
- 1991: Terminator 2 – Tag der Abrechnung (Terminator 2: Judgment Day)
- 1991: Hexenjagd in L.A. (Cast a Deadly Spell)
- 1992: Batmans Rückkehr (Batman Returns)
- 1992: Liebling, jetzt haben wir ein Riesenbaby (Honey I Blew Up the Kid)
- 1992: Captain Ron: Kreuzfahrt ins Glück (Captain Ron)
- 1993: 4 himmlische Freunde (Heart and Souls)
- 1994: Flucht aus Absolom (No Escape)
- 1994: Der Pagemaster – Richies fantastische Reise (The Pagemaster)
- 1995: Tank Girl
- 1996: T2 3-D: Battle Across Time
- 1997: Titanic
- 1998: Hard Rain
- 2003: X-Men 2 (X2)
- 2004: Tremors 4 – Wie alles begann (Tremors 4: The Legend Begins)
- 2007: Der Krieg des Charlie Wilson (Charlie Wilson's War)
- 2008: Starship Troopers 3: Marauder
- 2009: The Hole – Wovor hast Du Angst? (The Hole)

## Auszeichnungen
- 1987: Academy of Science Fiction, Fantasy & Horror Films: Auszeichnung in der Kategorie Beste Spezialeffekte für Aliens – Die Rückkehr
- 1990: Oscar: Auszeichnung in der Kategorie Beste visuelle Effekte für Abyss – Abgrund des Todes
- 1993: BAFTA Award: Nominierung in der Kategorie Beste visuelle Effekte für Batmans Rückkehr
- 1993: Oscar: Nominierung in der Kategorie Beste visuelle Effekte für Batmans Rückkehr